# Nederlandse kampioenschappen schaatsen afstanden 2024 - 500 meter mannen
De 500 meter mannen op de Nederlandse kampioenschappen schaatsen afstanden 2024 werd gehouden op donderdag 28 december 2023 in Thialf in Heerenveen. Er reden 20 deelnemers mee.
Een nieuwe garde nam de boel over. De 19-jarige Jenning de Boo won het goud door het Nederlandse puntenrecord van Michel Mulder uit 2013 te verbeteren. Janno Botman was al twee keer eerder vierde geworden, en snelde nu naar het zilver. Titelverdediger Merijn Scheperkamp haalde het brons, maar miste een ticket voor het EK afstanden en WK afstanden. Stefan Westenbroek overkwam hetzelfde vorig jaar, maar was nu uitgerekend degene die met een persoonlijk record een EK- en WK-nominatie afdwong. Hij viel in de eerste ronde en kon daardoor het podium niet meer halen. Tim Prins, ploeggenoot van De Boo en Westenbroek, reed een persoonlijk record en werd na zijn plaatsing op de 1000 meter aangewezen als reserve op het EK.

## Uitslag
| #      | Schaatser          | Tijd 1         | Tijd 2        | Punten | Verschil |
| ------ | ------------------ | -------------- | ------------- | ------ | -------- |
| Goud   | Jenning de Boo     | 34,441 PR (1)  | 34,498 (1)    | 68,939 | +0,00    |
| Zilver | Janno Botman       | 34,621 (2)     | 34,874 (8)    | 69,495 | +0,556   |
| Brons  | Merijn Scheperkamp | 34,693 (3)     | 34,864 (7)    | 69,557 | +0,618   |
| 4      | Hein Otterspeer    | 34,926 (4)     | 34,704 (3)    | 69,630 | +0,691   |
| 5      | Sebas Diniz        | 35,013 (6)     | 34,760 (4)    | 69,773 | +0,834   |
| 6      | Joep Wennemars     | 35,033 PR (7)  | 34,765 PR (5) | 69,798 | +0,859   |
| 7      | Kai Verbij         | 35,131 (11)    | 34,845 (6)    | 69,976 | +1,037   |
| 8      | Tijmen Snel        | 35,043 (8)     | 34,936 (9)    | 69,979 | +1,040   |
| 9      | Tim Prins          | 34,987 PR (5)  | 35,034 (10)   | 70,021 | +1,082   |
| 10     | Dai Dai N'tab      | 35,052 (9)     | 35,170 (11)   | 70,222 | +1,283   |
| 11     | Gijs Esders        | 35,249 (14)    | 35,383 (12)   | 70,632 | +1,693   |
| 12     | Mats Siemons       | 35,248 PR (13) | 35,503 (15)   | 70,751 | +1,812   |
| 13     | Armand Broos       | 35,380 (15)    | 35,422 (13)   | 70,802 | +1,863   |
| 14     | Serge Yoro         | 35,449 (16)    | 35,448 (14)   | 70,897 | +1,958   |
| 15     | Sven Kemp          | 35,456 PR (17) | 35,576 (16)   | 71,032 | +2,093   |
| 16     | Mats van den Bos   | 35,898 (19)    | 35,642 (17)   | 71,540 | +2,601   |
| 17     | Stefan Westenbroek | 39,111 (20)    | 34,676 PR (2) | 73,787 | +4,848   |
| 18     | Thomas Krol        | 35,128 (10)    | 44,11         | 35,128 | +44,11   |
| 19     | Kayo Vos           | 35,203 PR (12) | 44,22         | 35,203 | +44,22   |
| 20     | Louis Hollaar      | 35,524 (18)    | 44,33         | 35,524 | +44,33   |

1987 · 
1988 · 
1989 · 
1990 · 
1991 · 
1992 · 
1993 · 
1994 · 
1995 · 
1996 · 
1997 · 
1998 · 
1999 · 
2000 · 
2001 · 
2002 · 
2003 · 
2004 · 
2005 · 
2006 · 
2007 · 
2008 · 
2009 · 
2010 · 
2011 · 
2012 · 
2013 · 
2014 · 
2015 · 
2016 · 
2017 · 
2018 · 
2019 · 
2020 · 
2021 · 
2022 · 
2023 ·
2024 · 
2025